# Fjelstrup
Fjelstrup er en by i Sønderjylland med 566 indbyggere  (2024), beliggende 7 km sydøst for Christiansfeld og 11 km nordøst for Haderslev. Byen hører til Haderslev Kommune og ligger i Region Syddanmark.
Fjelstrup hører til Fjelstrup Sogn, og Fjelstrup Kirke ligger i byen.

## Faciliteter
Fjelstrup Skole med 10 lærere er en afdeling af Fællesskolen Favrdal-Fjelstrup, der også omfatter Favrdal afdeling inde i Haderslev. Fjelstrup afdeling har ca. 100 elever, fordelt på 0.-6. klassetrin. De kan tage 7.-9. klasse på Favrdal afdeling. Efter en større om- og tilbygning, omdannes Fjelstrup Skole i 2022 til Fjelstrup Børnecenter, indeholdende vuggestue, børnehave og skole. Der er fælles daglig ledelse af skole- og børnehavelederne.
Fjelstrup Kultur- & Idrætscenter rummer Fjelstruphallen, hvor der dyrkes håndbold, fodbold og gymnastik samt motion/fitness, og Fjelstrup Forsamlingshus med plads til 100 gæster.I 2022 om- og tilbygges centeret for 13 mio. kr. så det vil feemstå som et nyt og moderne kultur- og idrætscenter. Endvidere etableres der i 2022 et stort landsbytorv i byen.
Fjelstrup har købmandsforretning, der i 2020 blev overtaget af landsbyen gennem oprettelse af et anpartsselskab. Ligeledes findes der i Fjelstrup et frivilligt brandværn og en nødbehandlerbil. Kendetegnende for landsbyen er et rigt og mangfoldigt foreningsliv. Byen blev i 2019 kåret til Årets Landsby i Haderslev Kommune. Fjelstrup Landdistrikt er et af få landdistrikter i Haderslev Kommune, der har befolkningstilvækst.
Brænderiet Lillebælt blev etableret som en del af Fjelstrup Kro i 2020. Her produceres der frugtbrændevin.

## Historie
Fjelstrup Kro er opført i 1846. Efter en tvangsauktion i 2002 blev den i 2006 overtaget af 4 lokale borgere, som renoverede ejendommen med respekt for kroens historie. Kroen blev i 2019 overtaget af mor og datter, Cecilie og Charlotte Holck. Der er nu i forbindelse med kroen etableret Brænderiet Lillebælt, hvor der produceres frugtbrændevin fra ejernes økologiske frugtplantager, ligesom der fra 1. januar 2022 efter en større ombygning vil være udlejninger af 3 værelser. Kro og køkken kan lejes til selskaber.
Fjelstrup havde trinbræt med sidespor (tysk:Haltestelle) på Haderslev Amts Jernbaners strækning Haderslev-Christiansfeld (1899-1932). I den danske tid blev standsningsstedet betegnet som station.
I 2019 blev den 60-årige Arne Juhl fra byen et landskendt ansigt da Socialdemokratiet benyttede ham i en kampagne med mottoet "Nu er det Arnes tur".

## Eksterne kilder/ henvisninger
- Wikimedia Commons har flere filer relateret til Fjelstrup
- Fjelstrups hjemmeside Arkiveret 26. august 2014 hos  Wayback Machine
- "Målebordsblade, preussiske 1877-1920, danske 1920-71". Geodatastyrelsen.